# 米安德里瓦祖區
米安德里瓦祖區，是馬達加斯加的行政區，位於該國西部，由梅納貝區負責管轄，首府設於米安德里瓦祖，面積12,545平方公里，2011年人口123,927，人口密度每平方公里10人。